# لارسن توره
لارسن توره (انگلیسی: Larsen Touré؛ زادهٔ ۲۰ ژوئیهٔ ۱۹۸۴) بازیکن فوتبال اهل گینه است.
از باشگاه‌هایی که در آن بازی کرده‌است می‌توان به باشگاه فوتبال استاد برستوا ۲۹، باشگاه فوتبال لفسکی صوفیه، باشگاه فوتبال ایپسویچ تاون، و باشگاه فوتبال لیل اشاره کرد.
وی همچنین در تیم ملی فوتبال گینه بازی کرده‌است.